# Watlington (Norfolk)
Watlington is een civil parish in het bestuurlijke gebied King's Lynn en West Norfolk, in het Engelse graafschap Norfolk met 2455 inwoners.